# Acropora togianensis
Acropora togianensis är en korallart som beskrevs av Wallace 1997. Acropora togianensis ingår i släktet Acropora och familjen Acroporidae. Inga underarter finns listade i Catalogue of Life.